# کواوار ۵۰۰۰۰

کواوار ۵۰۰۰۰ (نماد: ) (به انگلیسی: 50000 Quaoar، نامگذاری:2002LM60) پنجاه هزارمین جسم فرانپتونی کشف‌شده در کمربند کویی‌پر است که در ۴ ژوئن ۲۰۰۲ کشف شد. این جرم، قمری به نام ویوُت (به انگلیسی Weywot) دارد که  در فوریه ۲۰۰۷ کشف شد.

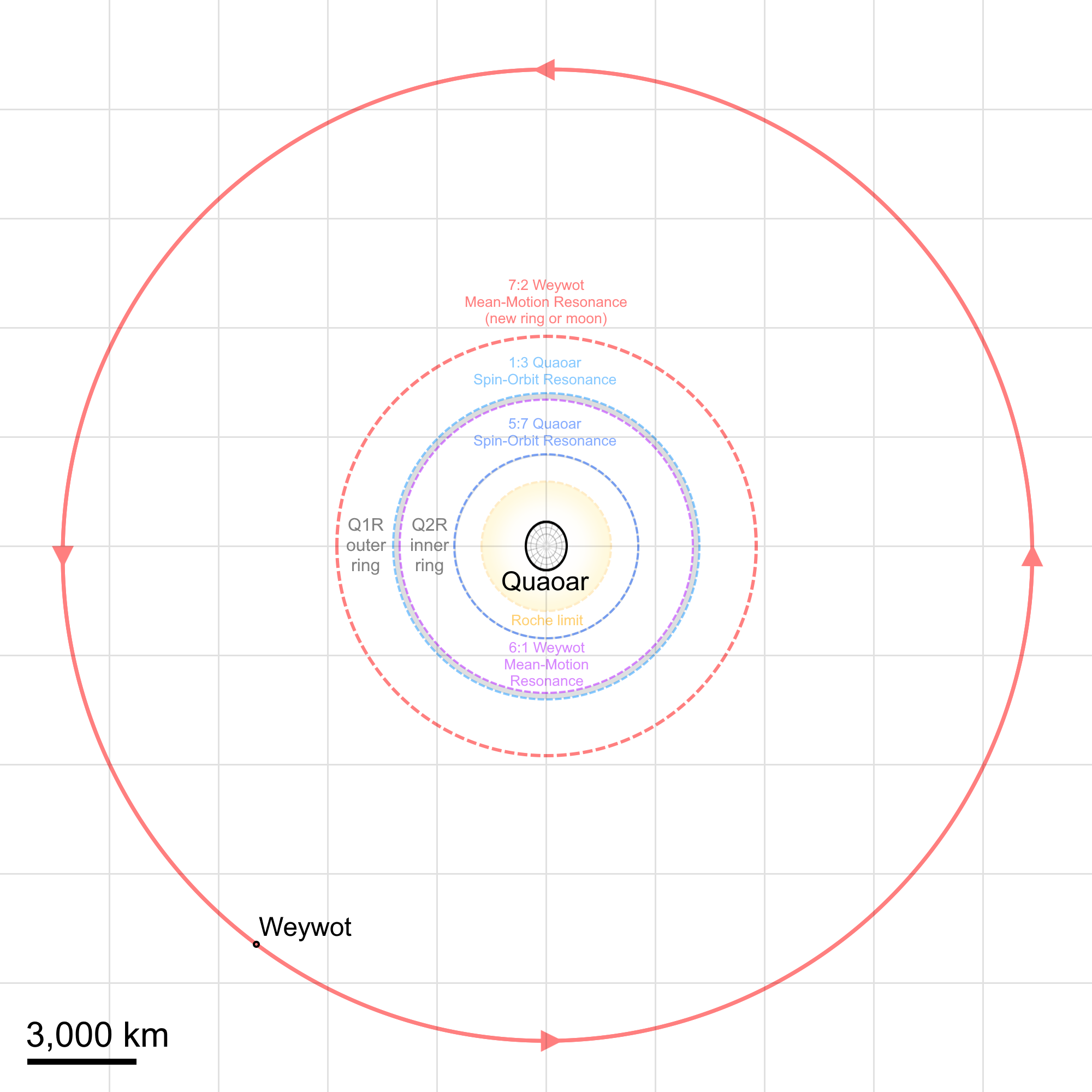
کواوار و وِی‌وُت